# アスモデウス (ゴヤ)
『アスモデウス』（西: Asmodea, 英: Asmodeus）は、スペインのロマン主義の巨匠フランシスコ・デ・ゴヤが1820年から1823年に制作した絵画である。油彩を使用した壁画。70代半ばのゴヤが1819年から1823年にかけて1人で暮らし、深刻な精神的・肉体的苦痛に苦しんでいたときに、自身の邸宅キンタ・デル・ソルドの屋内の壁面に描いた14点の壁画連作の1つである。これら14点の壁画は暗い顔料や黒を多用したこと、また主題が暗いことから、《黒い絵》として広く知られている。本作品は《黒い絵》の中でも特に謎めいた作品で、ゴヤの死後につけられた題名はおそらく『旧約聖書』外典の｢トビト書｣に登場する悪魔アスモデウスが主題であることを示唆している。しかし様々な解釈があり確証はない。現在はマドリードのプラド美術館に所蔵されている。

## 主題
「トビト書」によるとエクバタナにサラという女性がいた。彼女は悪魔アスモデウスにとりつかれ、７度の結婚をしたが、その７度のいずれも夫を新婚の閨で亡くしていた。アッシリア帝国の首都ニネヴェに信仰心の厚いトビトというユダヤ人が住んでおり、友人の借金を返してもらうため息子トビアスを使いに出した。トビアスは正体を隠した大天使ラファエルとともに旅の途中でエクバタナを訪れ、サラと出会った。トビアスはラファエルの助言にしたがい、ティグリス川のほとりで捕まえた魚の心臓と肝臓をお香の灰の上に置いて燻した。するとその悪臭を嗅いだ悪魔はサラから離れ、エジプトの果てまで逃亡したが、天使によって捕らえられた。トビアスはこのようにアスモデウスを追い払ったのち、サラと結婚したと伝えられている。スペインの劇作家ルイス・ベレス・デ・ゲバラの1641年の小説『足の不自由な悪魔』（El diablo cojuelo）では、アスモデウスは人々の家の上を飛び回り、屋根を持ち上げてはその内側を覗き見る悪魔として言及されている。この小説はフランスのアラン＝ルネ・ルサージュの『跛の悪魔』（Le Diable boiteux）にインスピレーションを与えた。この作品ではアスモデウスは醜い情欲の悪魔として登場している。

## 題名
ゴヤは連作《黒い絵》の各作品の題名についていかなる言及も残していない。本作品を含め、現在一般的に知られている題名はゴヤの死後に名づけられたものである。原題の『アスモデア』（Asmodea）はゴヤの息子ハビエル（Francisco Javier Goya y Bayeu）が所有していた作品目録の中で画家アントニオ・デ・ブルガダが名づけたもので、シャルル・イリアルトもこの題名を用いている。この名前はおそらく「トビト書」に登場する悪魔アスモデウスの女性形と考えられている。

## 作品

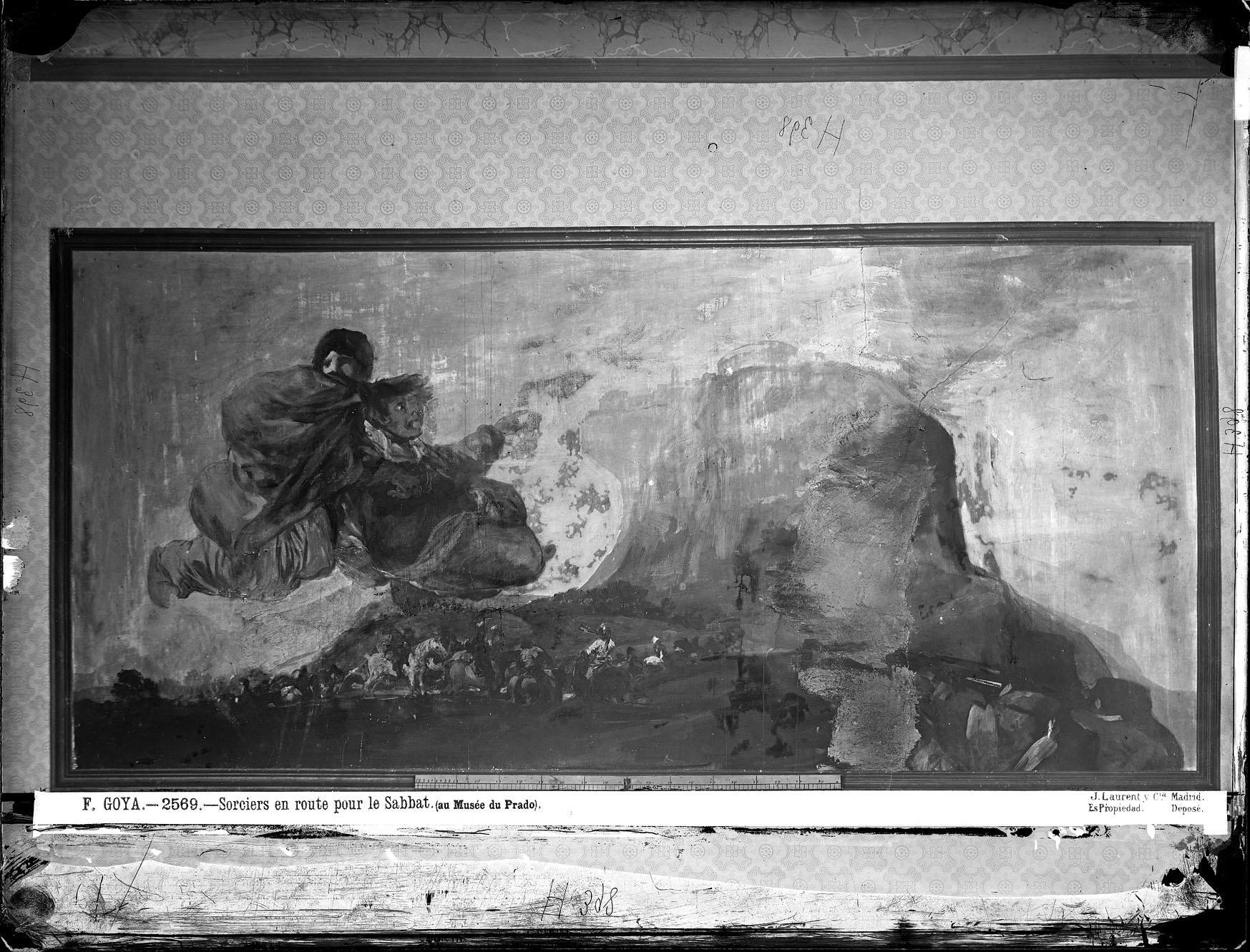
フランスの写真家ジャン・ローランによって撮影された『アスモデウス』。1874年。

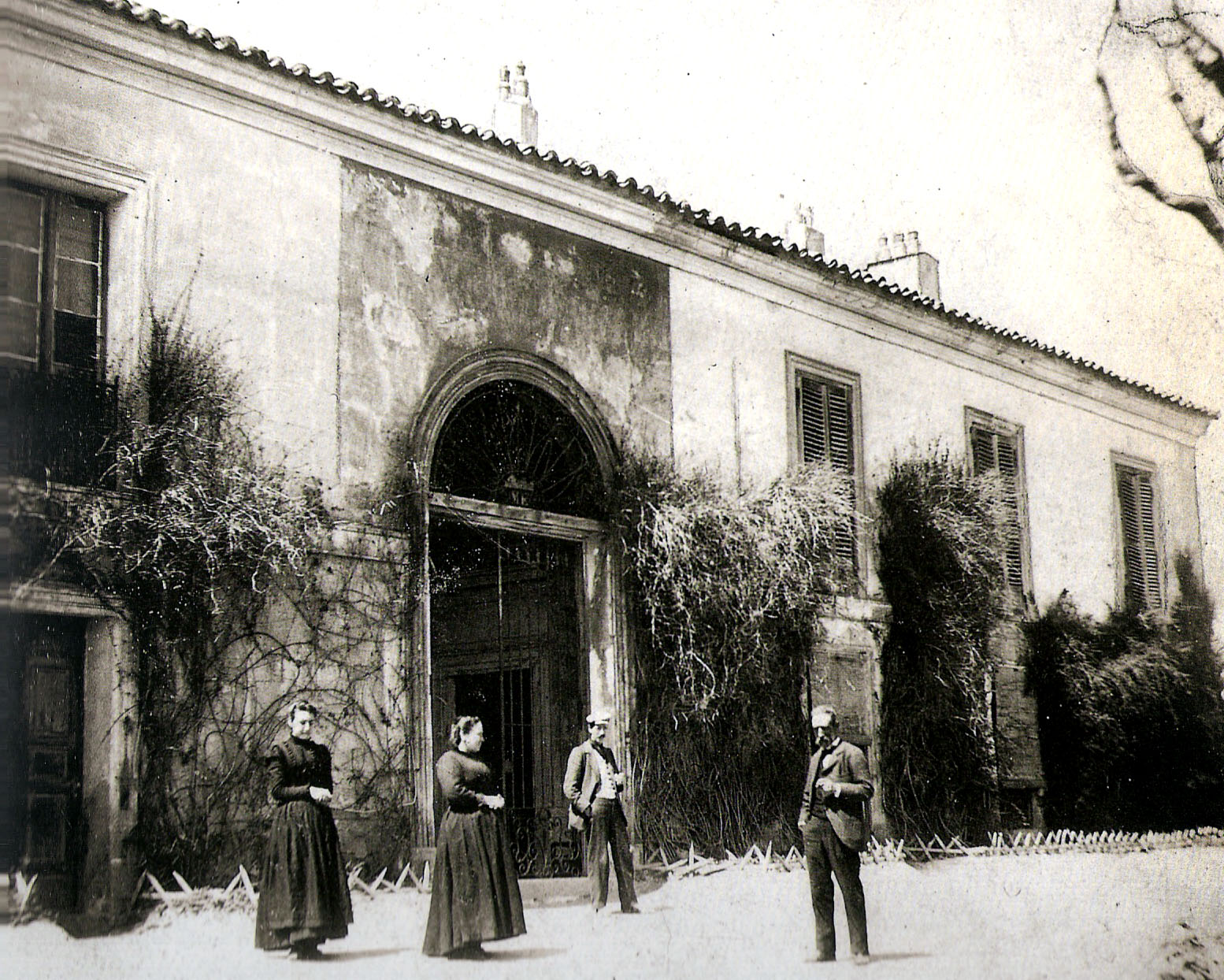
キンタ・デル・ソルド。1900年頃撮影。

ゴヤは空を飛翔する2人の男女を描いている。男性は怯えているように見え、その背後に赤色のローブと白いドレスを着た女性が広大な風景の上空に浮かんでいる。男女はそれぞれ異なる方向を見つめており、女性は赤色のローブで口を覆い、男性は画面中央の遠景にそびえる孤立した岩山を指さしている。岩山の頂は平らな空間が広がり都市が建設されている。しかしこの都市へと続く道路を見ることはできない。地上では騎乗した兵士の一群が行進しており、画面右下隅のフランス軍の軍服を着た2人の兵士が彼らに対して銃口を向けている。アスモデウスが飛翔する悪魔として描かれていることから、ルイス・ベレス・デ・ゲバラの小説との関連性が指摘されている。飛翔する人物像は1790年代以降のゴヤが繰り返し取り上げたテーマであり、版画集《ロス・カプリーチョス》では魔女を表現するために飛翔する女性像を使用した。アスモデウスはソロモン王に仕えた悪魔の1人で、神殿を建設するため強制的に働かせられた。岩山の上に見える建築物はその神殿であると考えられる。またフランス兵はおそらく1808年5月2日にマドリードで起きた暴動を暗示していると思われる。
『アスモデウス』はキンタ・デル・ソルドの上階の壁の1つに『異端審問』（El Santo Oficio）と並んで描かれた。正面の壁には『棍棒による決闘』（Duelo a garrotazos）と『アトロポス』（Átropos）が描かれ、『アスモデウス』は『アトロポス』と向かい合う形で配置された。これらのうち『アスモデウス』と『異端審問』は旅をモチーフをとしている点でたがいに関連性がある。
本作品の解釈は多くの困難をともない、美術史家ヴァレリアーノ・ボサルによると「あらゆる解釈が失敗に終わった」。美術評論家ロバート・ヒューズは（魔女に関する作品ではないとしつつも）飛翔する2人の人物像を魔女と呼び、「ここでは一体何が起こっているのか? 魔女たちはフランス兵に呪いをかけるために現れたのだろうか? もっともらしい解釈は見当たらない。この絵画は謎である」と述べた。有名な解釈の1つは主題を聖書ではなくギリシア神話のエピソードと見なしている。ジョン・F・モフィット（John F. Moffitt）によるとこの作品はプロメテウス神話を主題としており、人物の背後にいる女性は女神アテナで、人間に火を与えたプロメテウスを罰するためコーカサス山脈に運んでいる場面であるという。ディエゴ・アングロ・イニゲスは飛翔する人物を、現代のダイダロスあるいはイカロスではないかと考えた。いずれにしてもあらゆる解釈は空の飛翔や旅と関連している。

## 来歴
ゴヤは1823年にフランスに亡命した際に、キンタ・デル・ソルドを孫のマリアーノ・ゴヤ（Mariano Goya）に譲渡した。マリアーノは1833年に父ハビエルに売却したが、1854年にはマリアーノに返還され、1859年にセグンド・コルメナレス（Segundo Colmenares）、1863年にルイ・ロドルフ・クーモン（Louis Rodolphe Coumont）によって購入された。1873年にドイツ系フランス人の銀行家フレデリック・エミール・デルランジェ男爵がキンタ・デル・ソルドを購入すると、ひどく劣化した壁画の保存を依頼し、プラド美術館の主任修復家サルバドール・マルティネス・クベルスの指揮の下でキャンバスに移し替えられた。しかしその過程で壁画は損傷し、大量の絵具が失われた。デルランジェは1878年のパリ万国博覧会で《黒い絵》を展示した後、最終的にそれらをスペイン政府に寄贈した。壁画はプラド美術館に移され、1889年以降展示されている。1900年にはフランスの写真家ジャン・ローランが1873年頃に撮影した写真がプラド美術館のカタログに初めて掲載された。その後、キンタ・デル・ソルドは1909年頃に取り壊された。

## ギャラリー
キンタ・デル・ソルド2階の他の壁画
『アスモデウス』と『異端審問』は同じ壁に並んで描かれた。

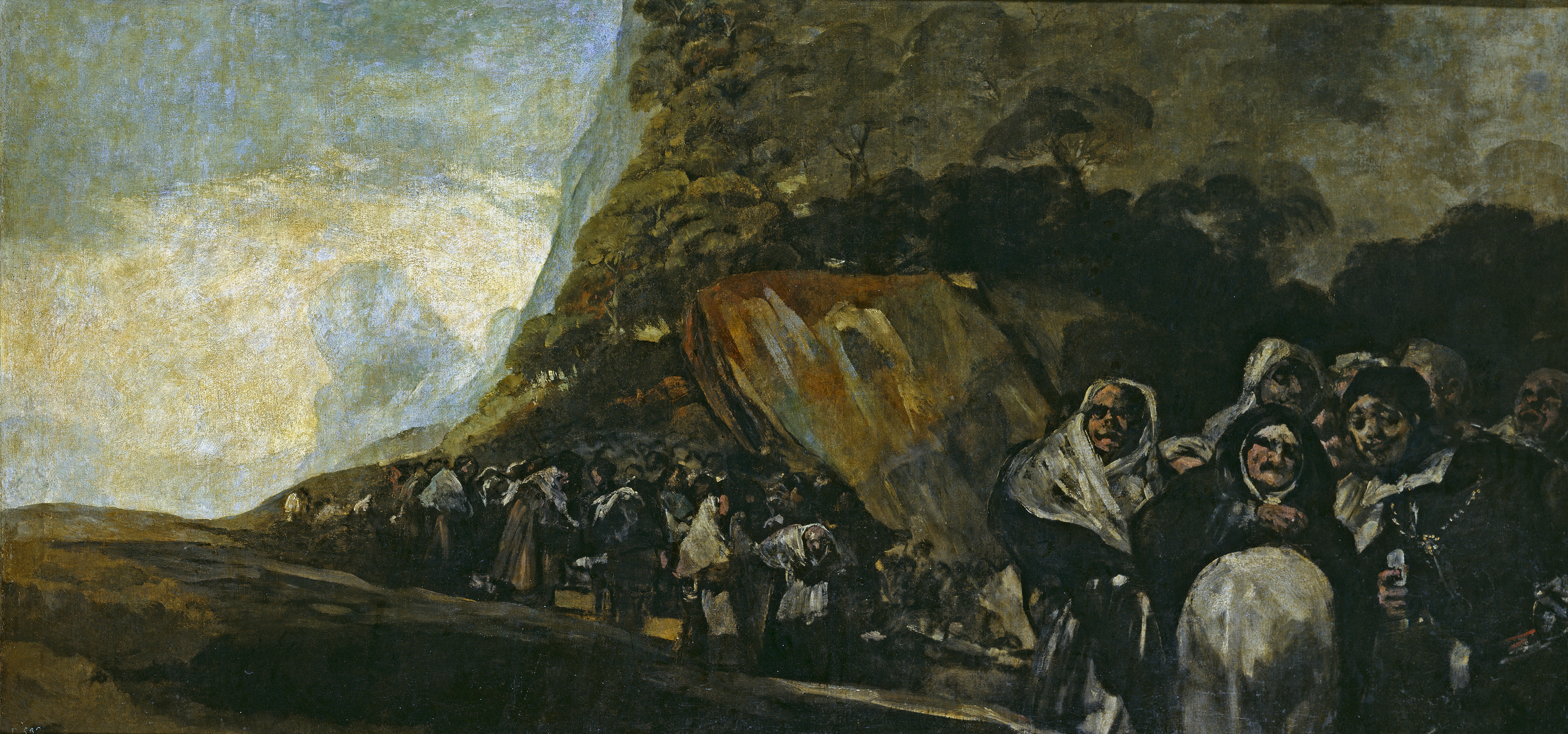
『異端審問』
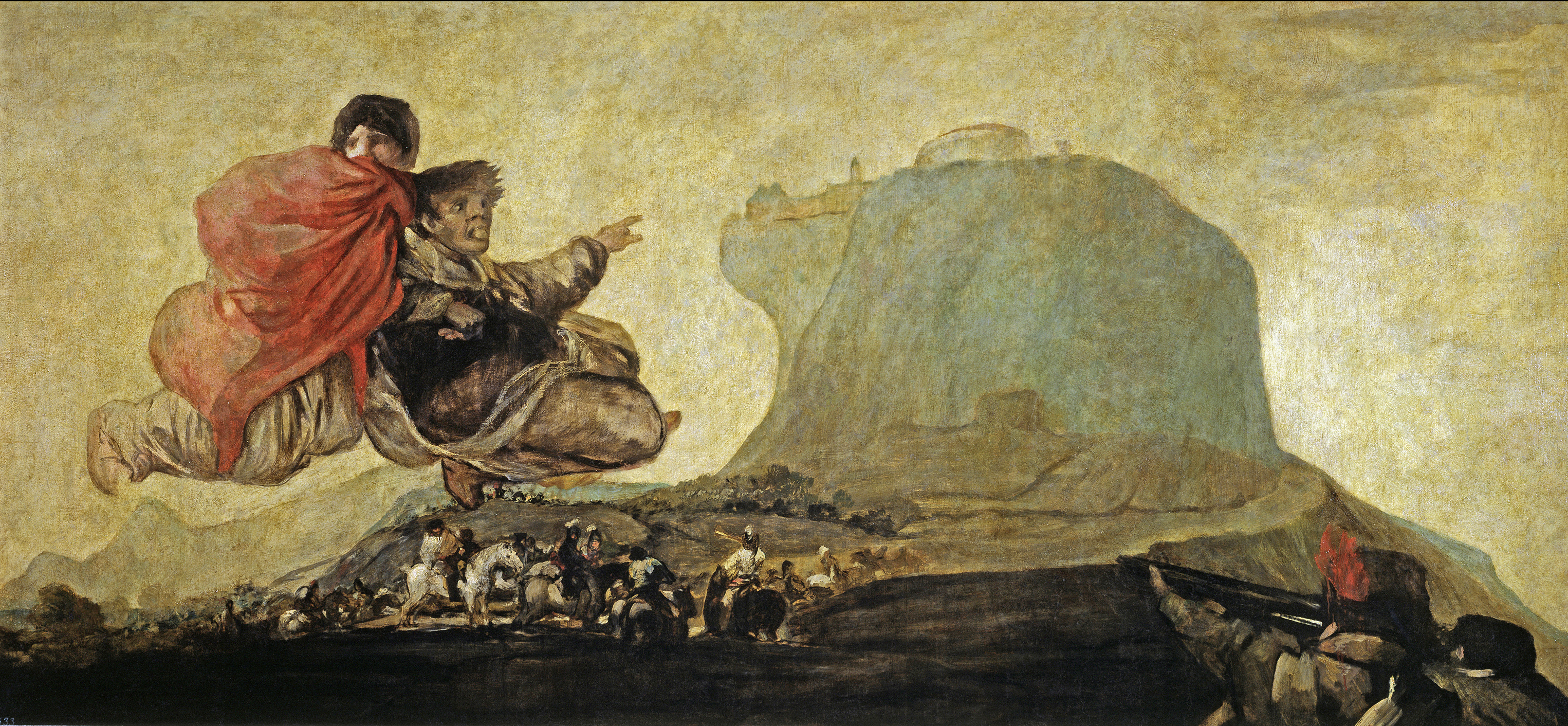
『アスモデウス』

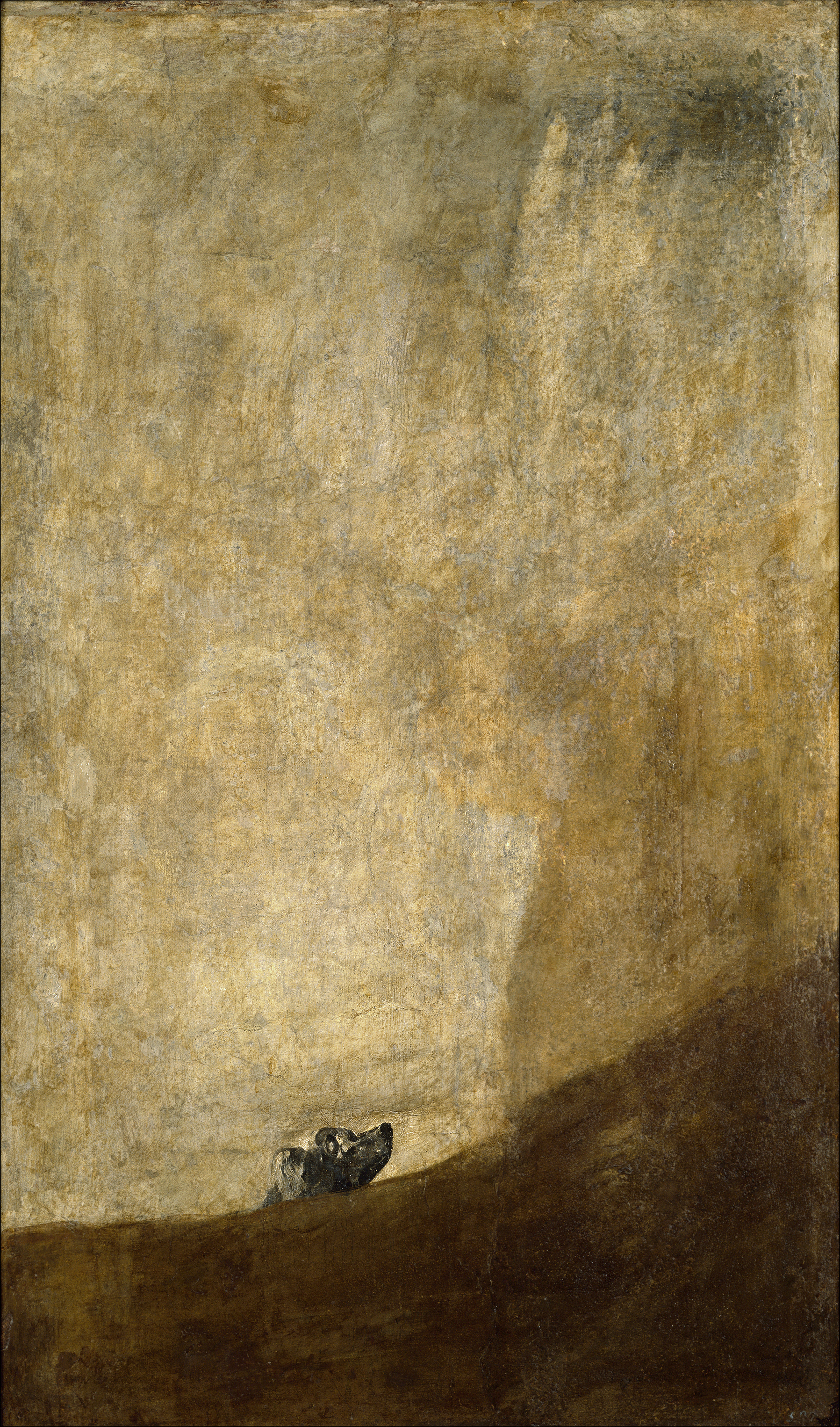
『砂に埋もれる犬』
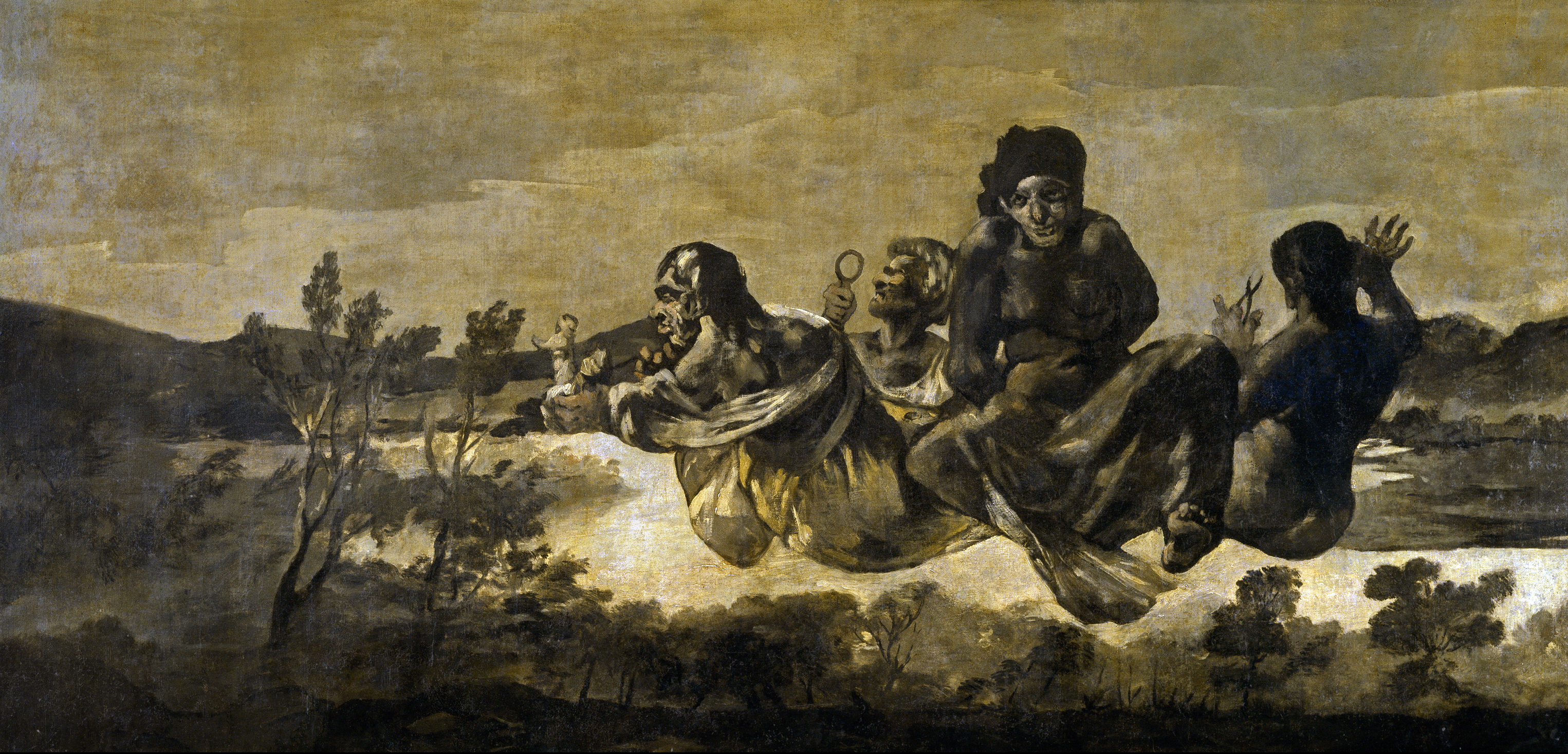
『アトロポス』
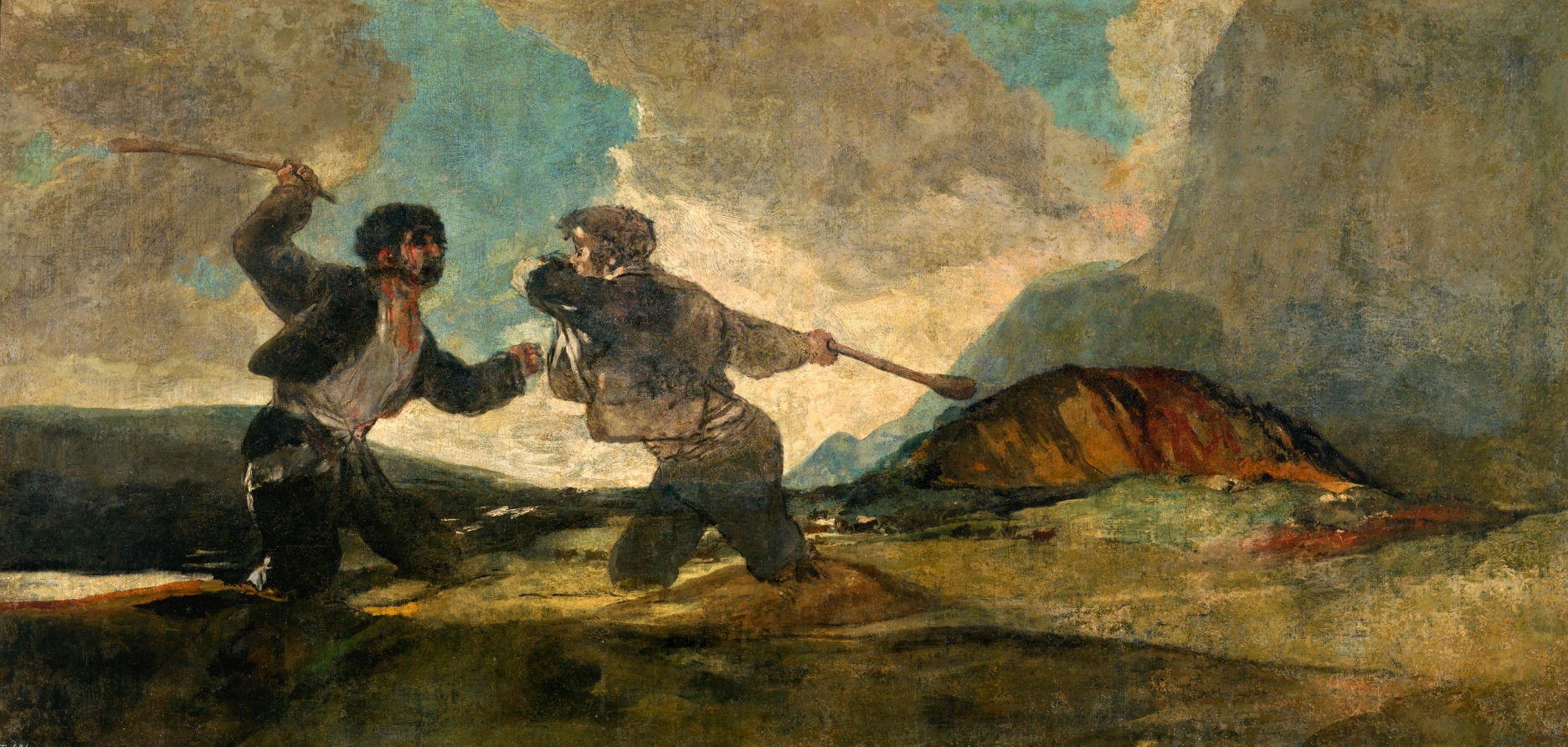
『棍棒による決闘』
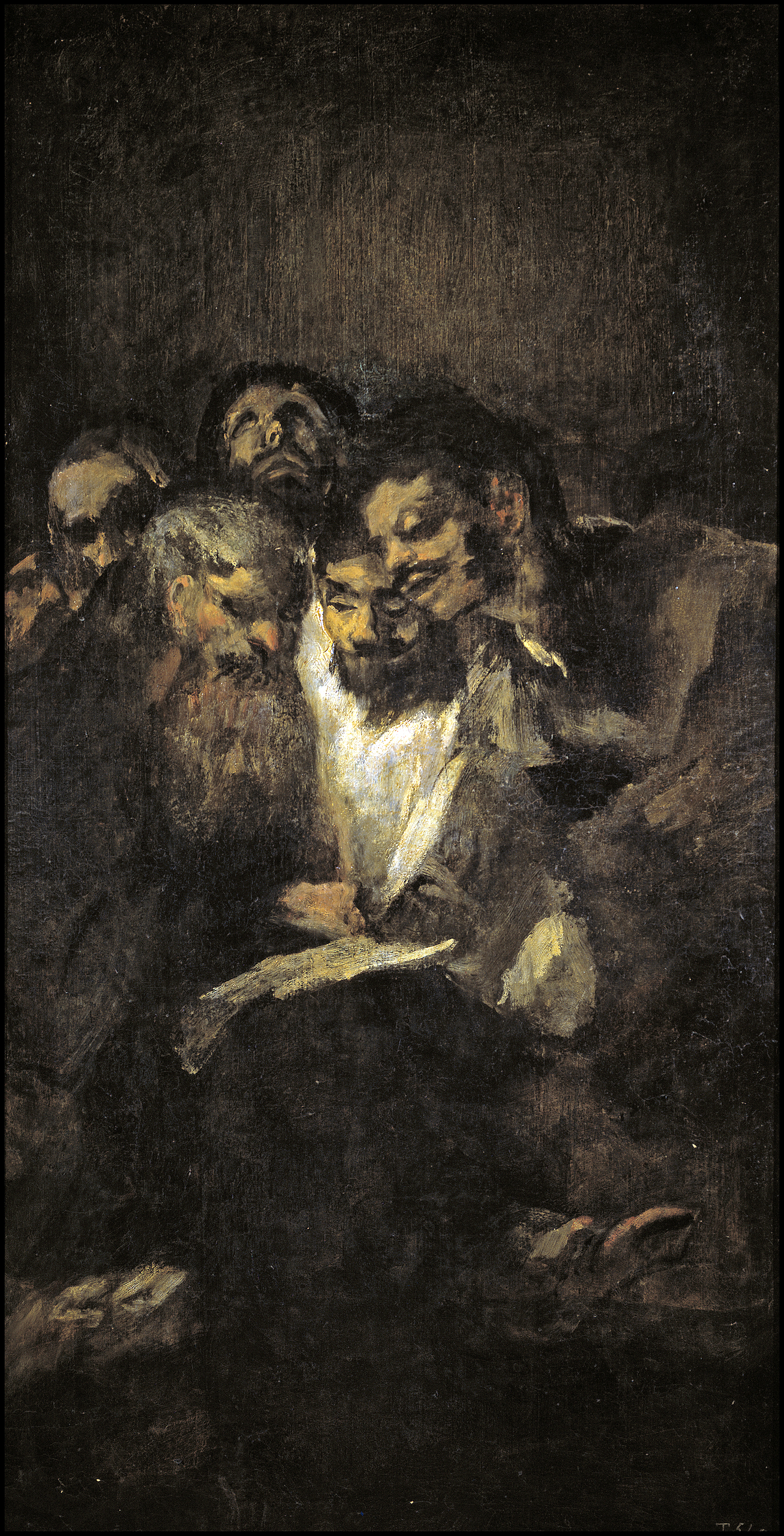
『読書』
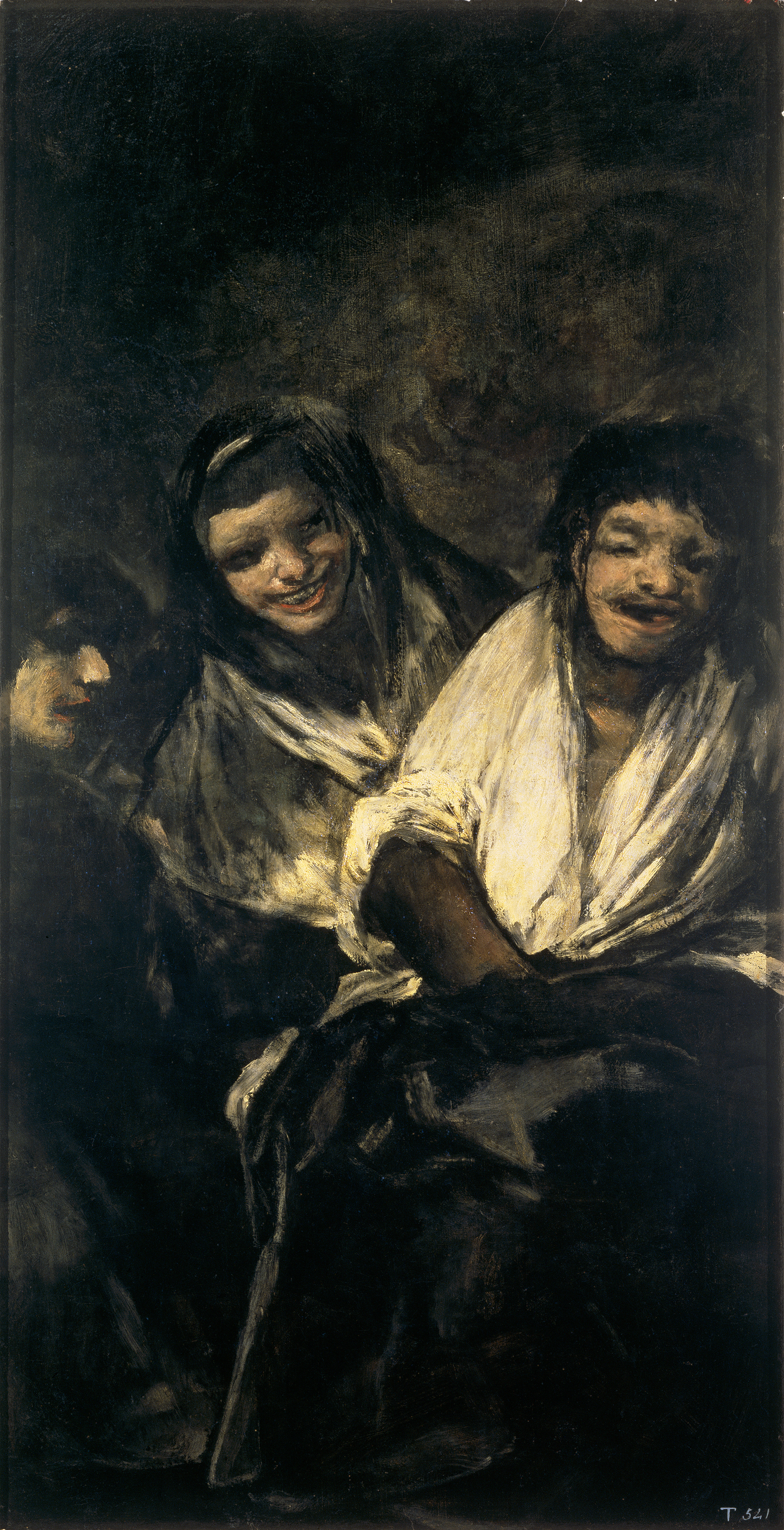
『自慰する男を嘲る二人の女』